# لجنة تنظيم الأوراق المالية الصينية
 
لجنة تنظيم الأوراق المالية الصينية ( CSRC ) هي وكالة حكومية تابعة مباشرة لمجلس الدولة في جمهورية الصين الشعبية .  وهي الجهة التنظيمية الرئيسية في مجال صناعة الأوراق المالية في الصين.

## روابط خارجية
- الموقع الرسمي